# Cusio (territorio)
Il Cusio (Cüsi nei dialetti locali) è una parte del territorio della provincia del Verbano-Cusio-Ossola e, in minor misura, della provincia di Novara e rappresenta tutte le aree che circondano il lago d'Orta.
Il Cusio comprende interamente due valli (principali): Valle Strona e Val Corcera, mentre comprende parzialmente la Valle dell'Agogna.
Il centro principale è la città di Omegna, mentre altri centri importanti sono Gravellona Toce, Gozzano, Casale Corte Cerro, Pettenasco, San Maurizio d'Opaglio e Orta San Giulio. Comprende 25 comuni (13 nel Verbano-Cusio-Ossola e 12 nel novarese) e conta circa 50.000 abitanti.

## Origini del nome
Il nome Cusius (Cusio) deriva da una cattiva lettura della Tabula Peutingeriana dove compare un lacus Clisius la cui esatta identificazione è incerta, Il nome Cusio (diffuso sulla base dell'autorità dello storico Lazzaro Agostino Cotta, autore della Corografia della Riviera di San Giulio alla fine del Seicento) entrò comunque nell'uso, dapprima erudito e quindi amministrativo ed è ora utilizzato per indicare il lago ed il territorio circostante. Esiste un'ulteriore ipotesi dell'origine Cusio, comunque da relegare tra le speculazioni fantastiche: alcuni storici farebbero derivare il nome Cusius alla fantomatica tribù degli Usii; il nome degli Usii appare per la prima volta negli scritti dello storico Antonio Rusconi verso il 1880 e da alcuni ripreso in seguito.

## Geografia

### Montagna
Il Cusio è costituito prevalentemente da rilievi e i maggiori centri abitati si sviluppano nelle valli: la vetta più elevata di tutto il Cusio è il Monte Capezzone (2.421 m), che sorge in Valle Strona e separa il VCO dalla Provincia di Vercelli; vette secondarie al Capezzone sono la Montagna Ronda (2.416 m) e la Cima Altemberg (2.395 m). Ulteriori montagne importante per il territorio sono il Monte Massone (2.161 m), la Massa del Turlo (1.960 m), il Monte Cerano (1.702 m) e il Mottarone (1.491 m).
Secondo la Suddivisione Orografica Internazionale Unificata del Sistema Alpino, questa porzione di Alto Piemonte, rientra nelle Alpi Pennine e i supergruppi che lo costituiscono sono i Contrafforti valsesiani del Monte Rosa (Alpi del Monte Rosa, vale a dire tutte le vette a Nord dello Strona) e le Alpi Cusiane (Alpi Biellesi e Cusiane, quelle a Sud dello Strona).

### Collina e pianura
Nel basso Cusio (esclusivamente nei comuni di Bolzano Novarese, Gozzano, Soriso e Gargallo, quali rientrano solo parzialmente nel Cusio), le Alpi degradano in dolci rilievi (collina). Nei pressi di Borgomanero (a Sud del Cusio) inizia la Pianura Padana.

### Laghi
Il Cusio comprende interamente il Lago d'Orta con l'Isola di San Giulio.

### Fiumi
Il corso d'acqua principale del territorio è la Strona, che scorre interamente nel Cusio; altri corsi secondari che sono localizzati interamente nell'area sono l'Ondella, la Nigoglia, la Stronetta e il Torrente Pescone. 
Nel Cusio ha origine l'Agogna, che nasce sulle pendici del Mottarone, il quale sfocia direttamente nel Po come affluente di sinistra.

## Storia
Dal 1992, la parte settentrionale del Cusio è confluita nella neonata Provincia del Verbano-Cusio-Ossola, mentre la parte centrale e meridionale è situata in provincia di Novara.

## Natura

### Attrazioni naturalistiche
- Laghi
  - Lago d'Orta

- Punti panoramici
  - Monte Avigno, Madonna del Sasso
  - Monte Cerano
  - Mottarone
  - Madonna della Guardia, Gozzano
  - Monte Mesma, Ameno
  - Croce di Egro, Cesara

## Cultura

### Monumenti e luoghi d'interesse
- Musei
  - Museo della Latteria Turnaria, Casale Corte Cerro
  - Museo del rubinetto e della sua tecnologia, San Maurizio d'Opaglio
  - Museo Etnografico e dello Strumento Musicale a fiato, Quarna Sotto
  - Museo arti ed industria "Forum", Omegna
  - Museo dello scalpellino, Madonna del Sasso
- Borghi medievali e castelli
  - Castello di Buccione, Gozzano
  - Castello Solaroli, Miasino
- Resti Archeologici 
  - Ponte Romano, Ameno
  - Ponte Romano, Pezzasco Ameno
  - Porta Romana, Omegna
- Luoghi sacri
  - Sacro Monte di Orta, patrimonio dell'UNESCO dal 2003
  - Basilica di San Giulio, Orta San Giulio
  - Santuario di San Fermo Martire, Crusinallo
  - Basilica di San Giuliano, Gozzano
  - Santuario della Madonna del Sasso, Boleto
  - Santuario della Gelata, Soriso
  - Convento Monte Mesma, Ameno

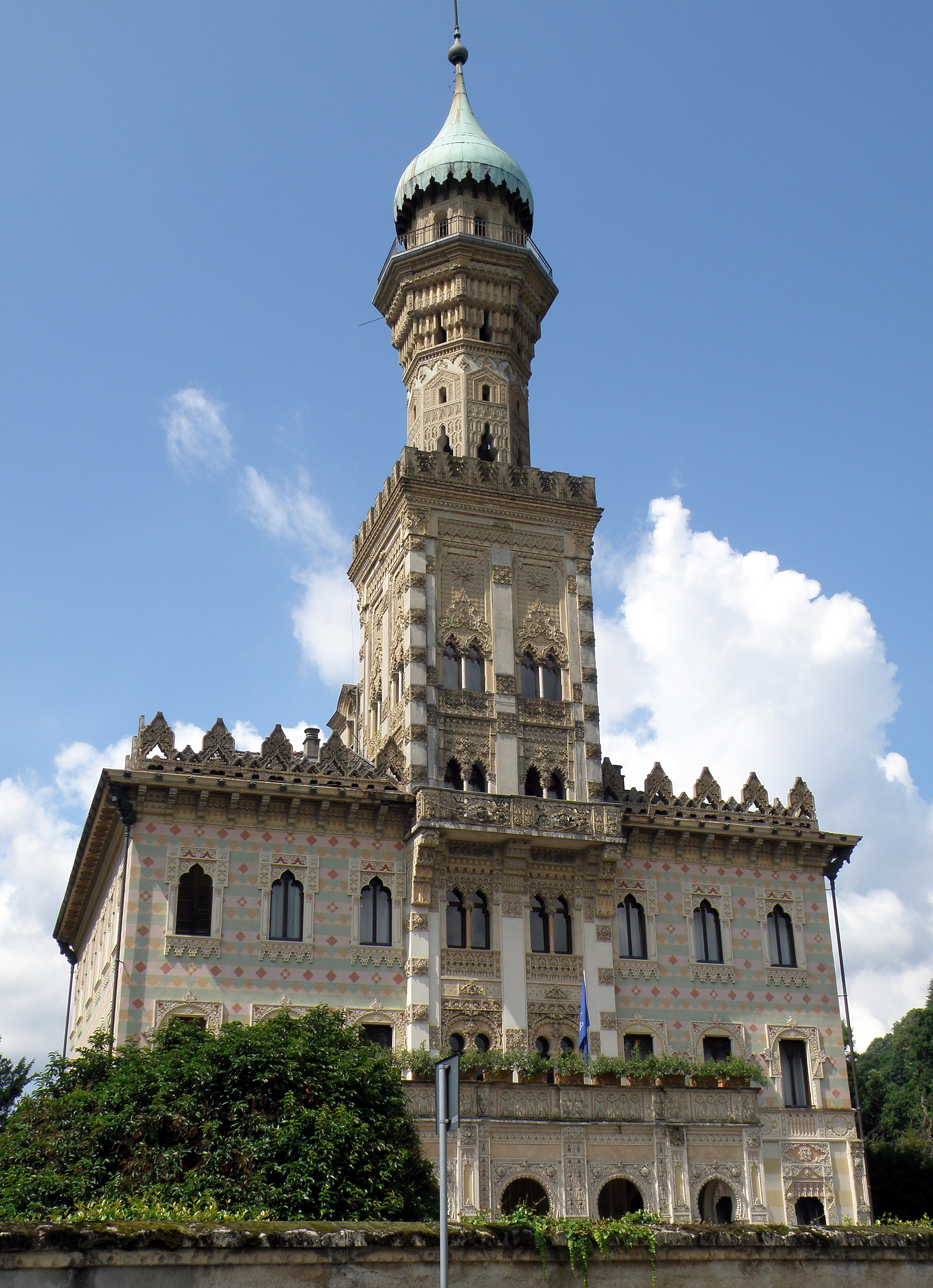
Villa Crespi
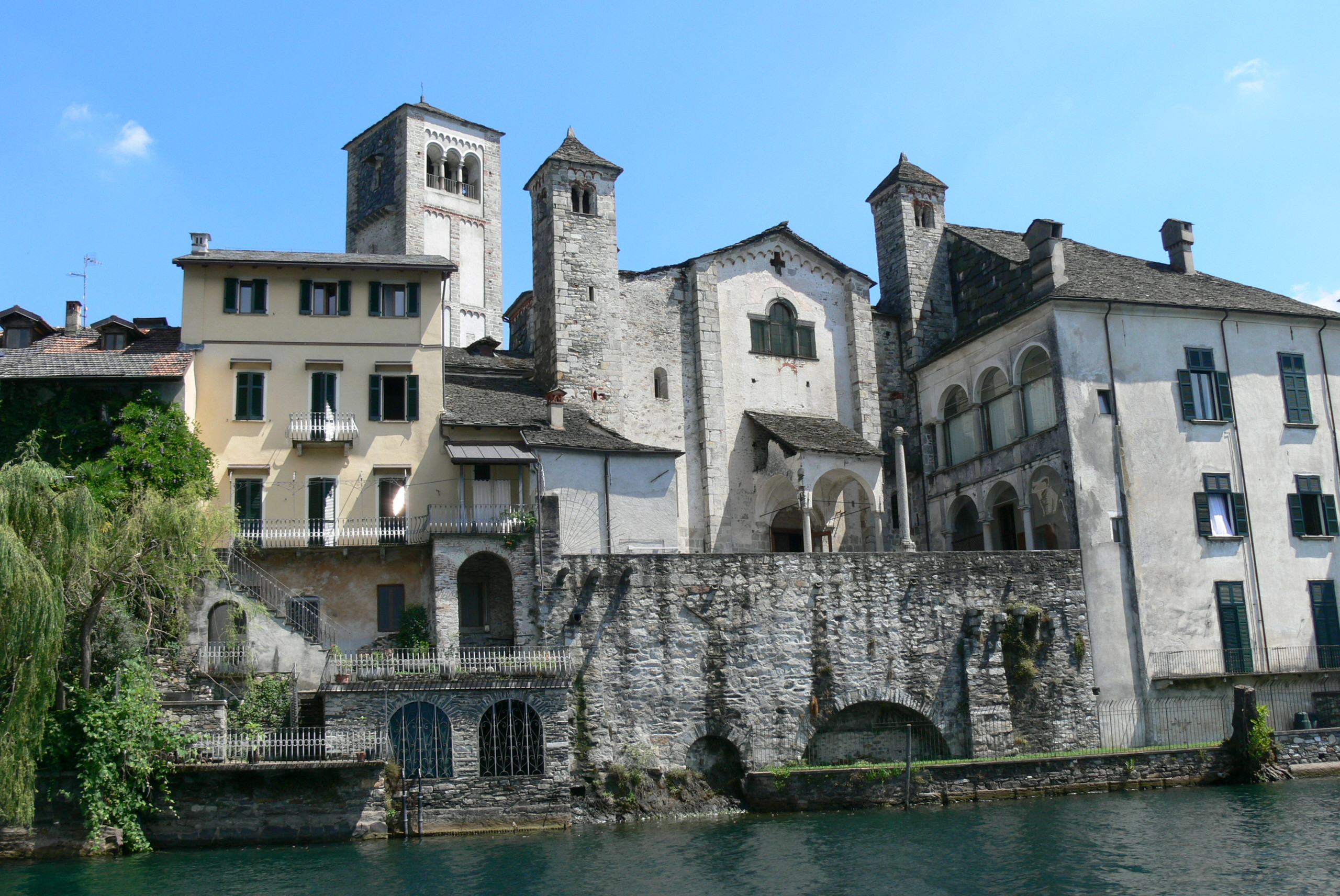
Basilica di San Giulio Esterno della Basilica, vista dal lago d'Orta
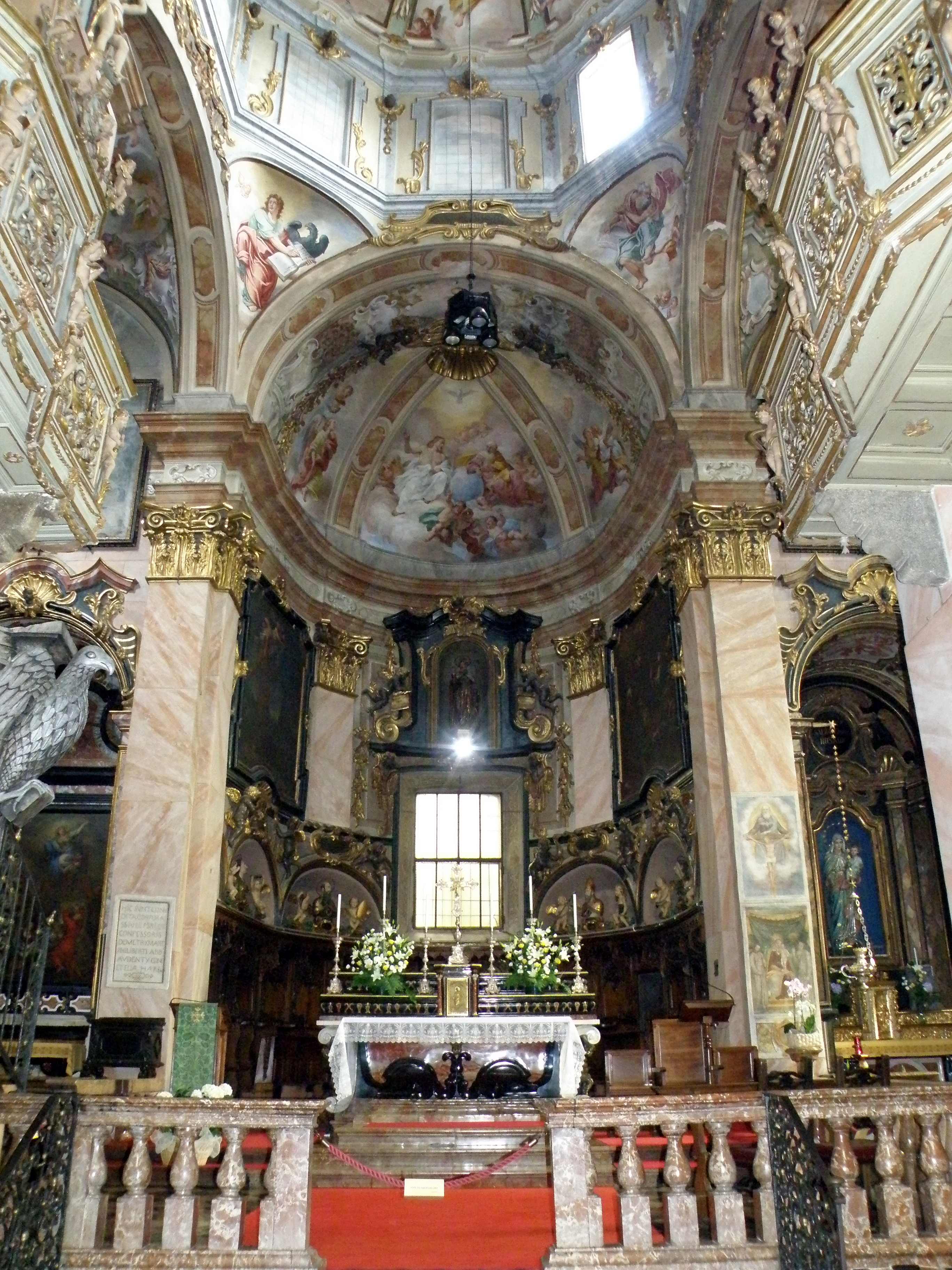
Basilica di San Giulio Abside della Basilica
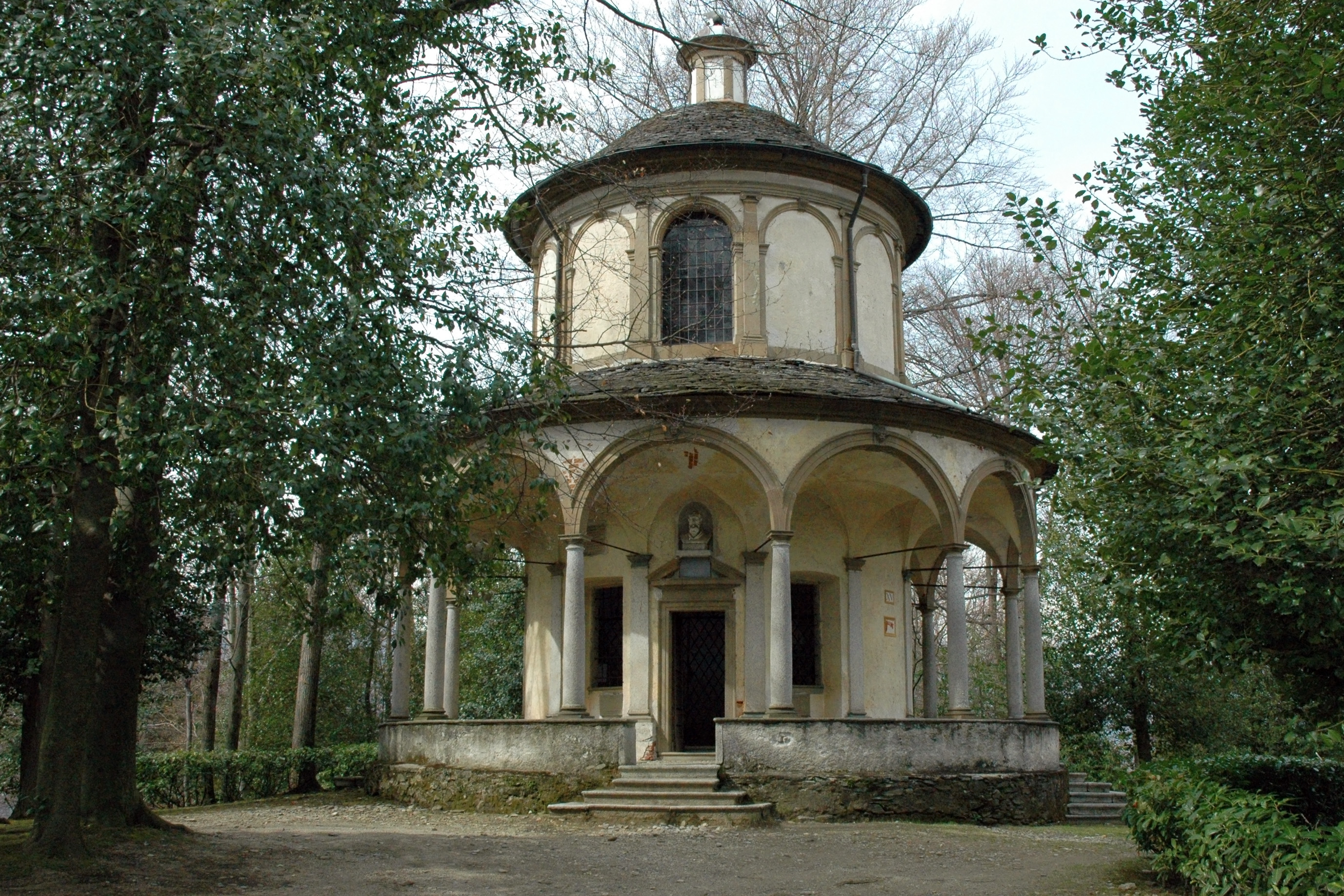
Sacro Monte di Orta
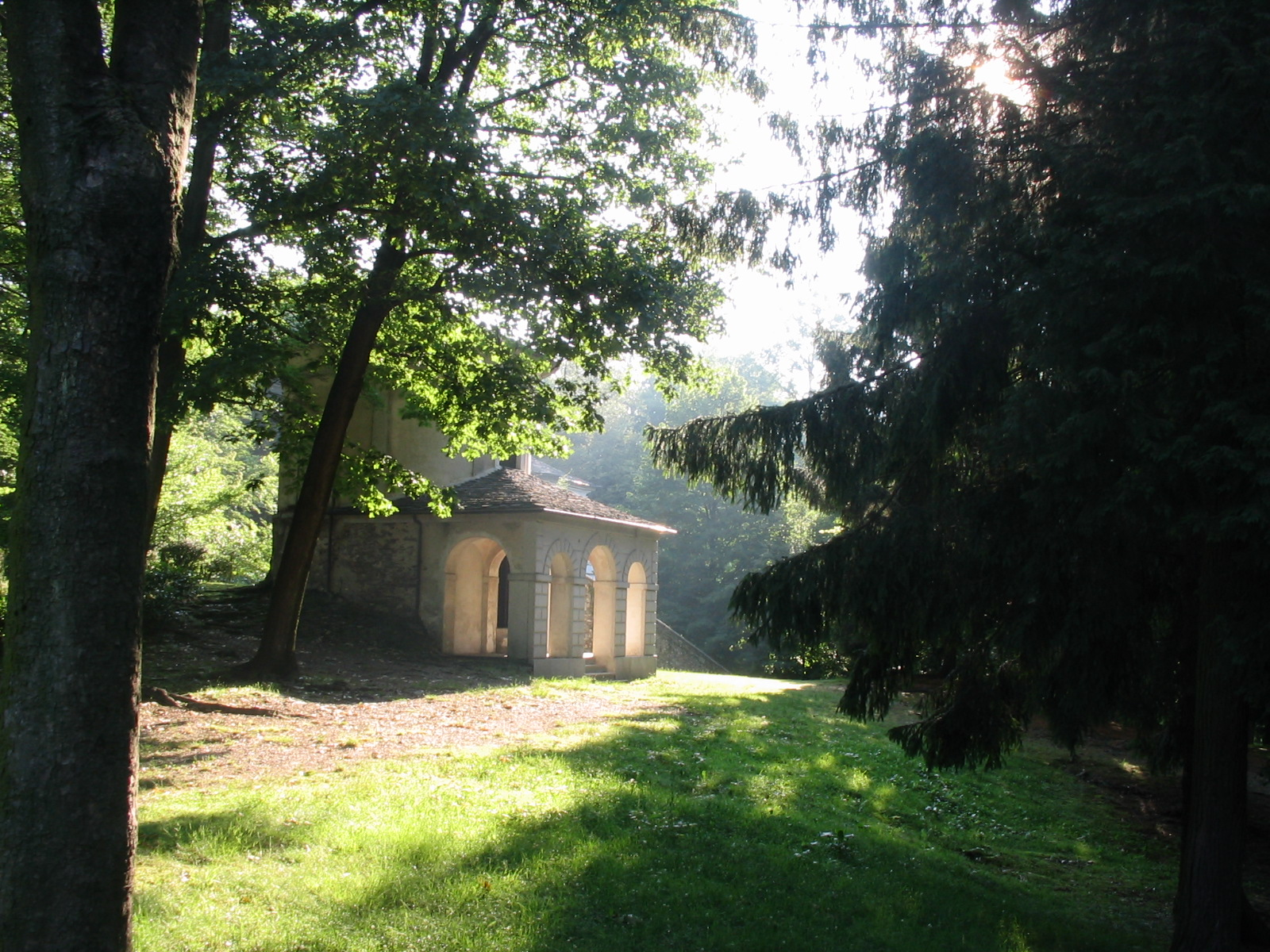
Sacro Monte di Orta Scorcio del parco e delle cappelle
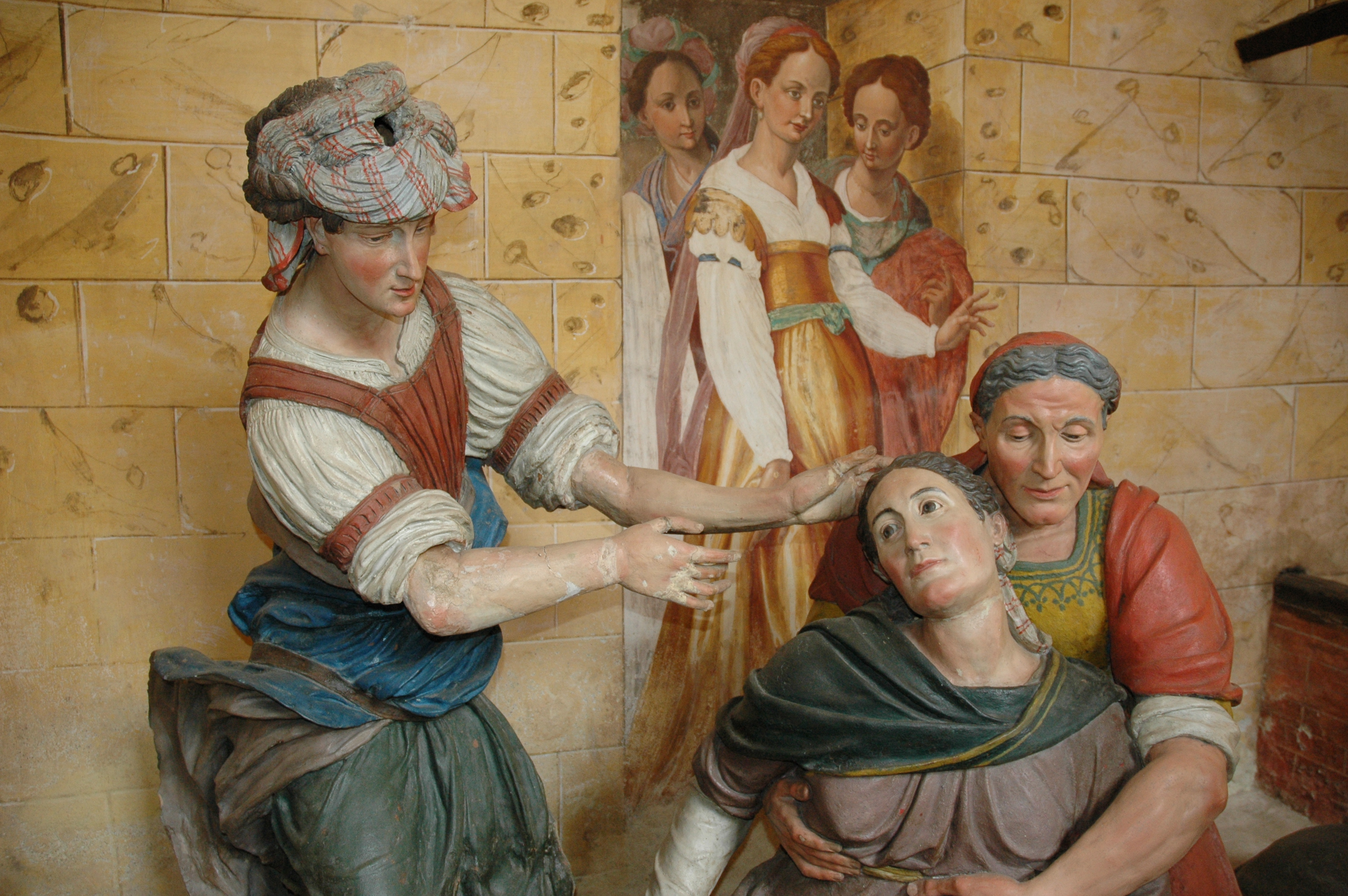
Sacro Monte di Orta Particolare della prima Cappella
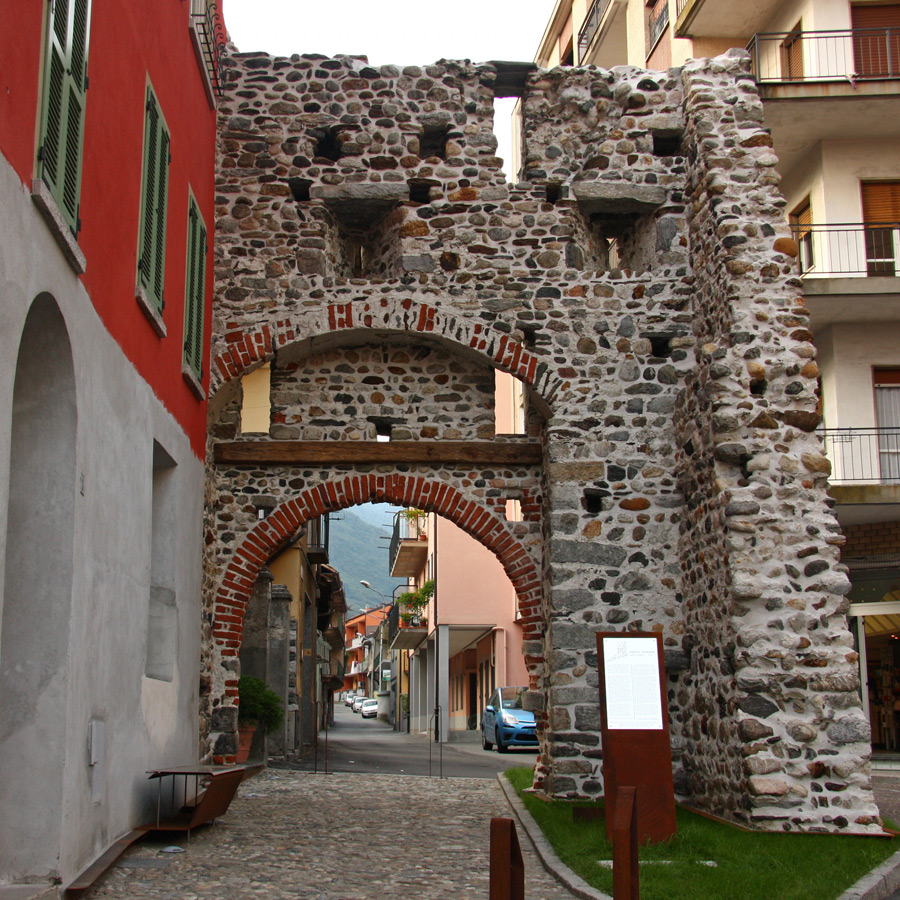
Porta Romana ad Omegna
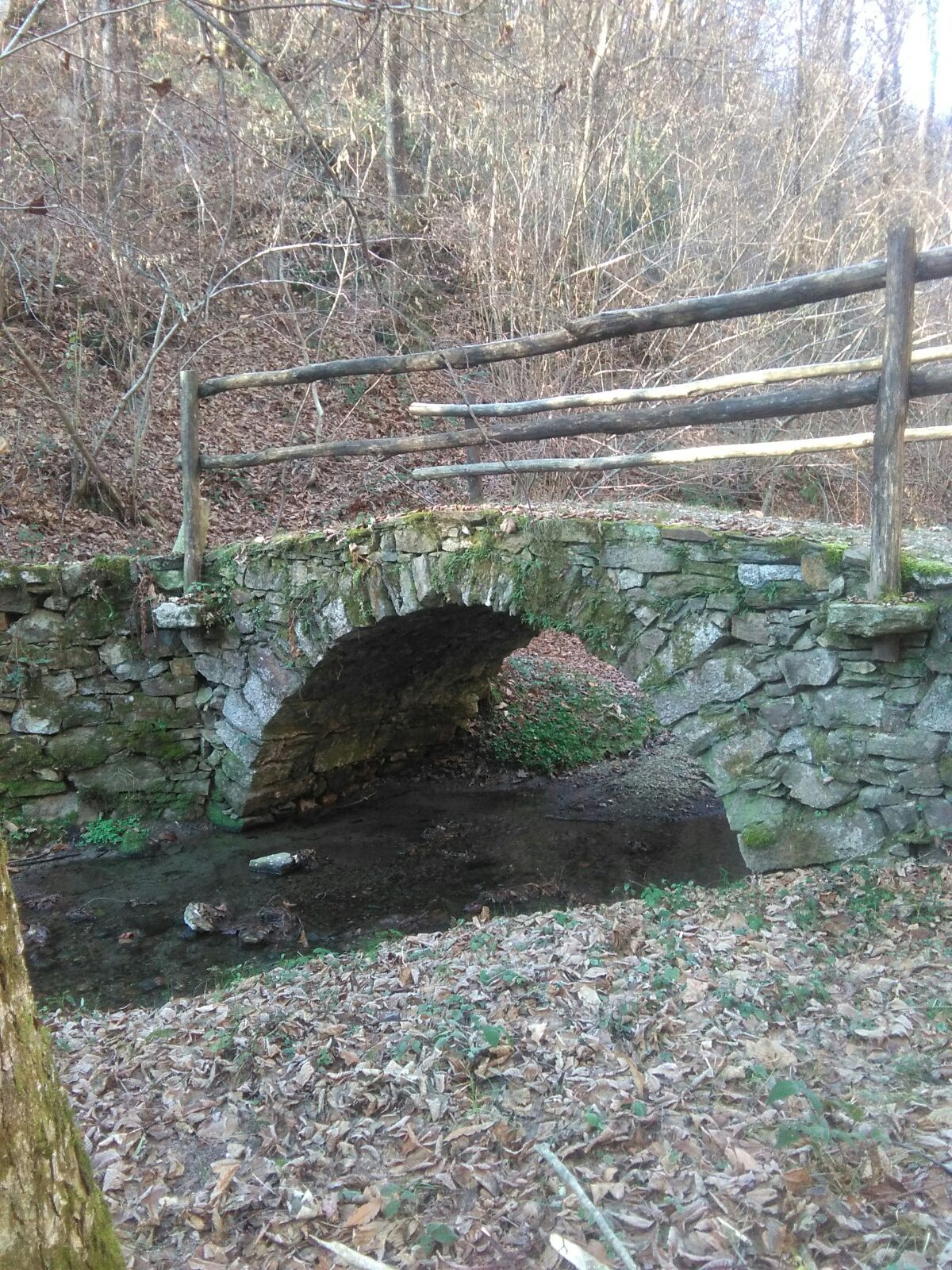
Ponte Romano ad Ameno

### Enogastronomia
La specialità tipica del Cusio è l'Amaro Mottarone, un liquore artigianale prodotto dal 1948.

### Lingue
Nel Cusio si parla il dialetto occidentale della lingua lombarda, influenzato dalla lingua piemontese; in Valle Strona sono tuttora vive parlate germaniche di tipo alemanno (walser), espressione di comunità giunte dal confinante Vallese nel corso del medioevo. Le parlate walser del VCO sono riconosciute come una delle quattro lingue storiche presenti sul territorio piemontese, e come tale degna di tutela e di protezione (in base alle leggi regionali numero 26 del 1990 e numero 37 del 1997).

## Demografia

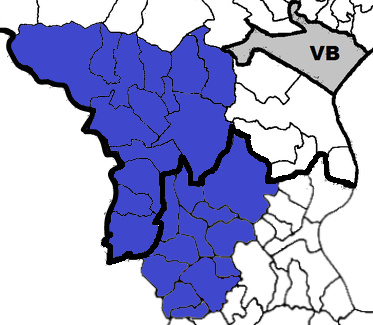
Carta dei confini comunali del Cusio, a cavallo fra Verbano-Cusio-Ossola e Novara

Il Cusio conta circa 51.000 abitanti (30.100 nel VCO, 20.900 nel novarese), che sono per lo più distribuiti nei centri urbani localizzati a Nord del Lago d'Orta. Il centro principale del territorio è Omegna, dove si concentrano le attività commerciali, le scuole e i servizi più rilevanti. Gravellona Toce, città a vocazione preminentemente industriale, è il secondo comune per numero di abitanti.
Di seguito l'elenco dei comuni del Cusio:
| Posizione    | Stemma | Città                  | Provincia            | Popolazione (ab) | Superficie (km²) | Densità (ab/km²) | Altitudine (m s.l.m.) | Altitudine minima (m s.l.m.) | Altitudine massima (m s.l.m.) |
| ------------ | ------ | ---------------------- | -------------------- | ---------------- | ---------------- | ---------------- | --------------------- | ---------------------------- | ----------------------------- |
| 1º           |        | Omegna                 | Verbano-Cusio-Ossola | 14 450           | 30,37            | 476              | 295                   | 248                          | 1 437                         |
| 2º           |        | Gravellona Toce        | Verbano-Cusio-Ossola | 7 645            | 14,21            | 538              | 211                   | 195                          | 1 309                         |
| 3º           |        | Gozzano                | Novara               | 5 408            | 12,58            | 430              | 367                   | 290                          | 540                           |
| 4º           |        | Casale Corte Cerro     | Verbano-Cusio-Ossola | 3 425            | 12,52            | 274              | 372                   | 225                          | 1 702                         |
| 5º           |        | San Maurizio d'Opaglio | Novara               | 3 000            | 8,51             | 353              | 373                   | 290                          | 850                           |
| 6º           |        | Armeno                 | Novara               | 2 134            | 31,52            | 67,7             | 523                   | 348                          | 1 395                         |
| 7º           |        | Gargallo               | Novara               | 1 745            | 3,75             | 465              | 397                   | 351                          | 555                           |
| 8º           |        | Pogno                  | Novara               | 1 383            | 9,87             | 140              | 420                   | 365                          | 953                           |
| 9º           |        | Pettenasco             | Novara               | 1 320            | 7,07             | 187              | 300                   | 290                          | 651                           |
| 10º          |        | Orta San Giulio        | Novara               | 1 273            | 6,65             | 191              | 294                   | 289                          | 494                           |
| 11º          |        | Valstrona              | Verbano-Cusio-Ossola | 1 202            | 51,89            | 23,2             | 525                   | 474                          | 2 421                         |
| 12º          |        | Bolzano Novarese       | Novara               | 1 159            | 3,30             | 351              | 400                   | 354                          | 480                           |
| 13º          |        | Ameno                  | Novara               | 885              | 10,00            | 88,5             | 517                   | 388                          | 779                           |
| 14º          |        | Pella                  | Novara               | 884              | 8,13             | 109              | 305                   | 287                          | 645                           |
| 15º          |        | Nonio                  | Verbano-Cusio-Ossola | 849              | 9,80             | 86,6             | 476                   | 283                          | 1 300                         |
| 16º          |        | Miasino                | Novara               | 797              | 5,52             | 144              | 479                   | 291                          | 780                           |
| 17º          |        | Soriso                 | Novara               | 719              | 6,37             | 113              | 452                   | 377                          | 672                           |
| 18º          |        | Cesara                 | Verbano-Cusio-Ossola | 588              | 11,65            | 50,5             | 499                   | 384                          | 1 252                         |
| 19º          |        | Madonna del Sasso      | Verbano-Cusio-Ossola | 392              | 15,41            | 25,4             | 696                   | 388                          | 1 162                         |
| 20º          |        | Quarna Sotto           | Verbano-Cusio-Ossola | 365              | 16,37            | 22,7             | 802                   | 524                          | 1 710                         |
| 21º          |        | Quarna Sopra           | Verbano-Cusio-Ossola | 252              | 9,39             | 26,8             | 860                   | 366                          | 1 407                         |
| 22º          |        | Arola                  | Verbano-Cusio-Ossola | 241              | 6,61             | 36,5             | 615                   | 399                          | 1 210                         |
| 23º          |        | Loreglia               | Verbano-Cusio-Ossola | 219              | 9,15             | 23,9             | 719                   | 416                          | 1 878                         |
| 24º          |        | Germagno               | Verbano-Cusio-Ossola | 182              | 2,90             | 62,8             | 602                   | 370                          | 1 341                         |
| 25º          |        | Massiola               | Verbano-Cusio-Ossola | 120              | 8,06             | 14,9             | 772                   | 584                          | 2 105                         |
| Totale Cusio | –      | –                      | –                    | 50637            | 311,6            | 162,51           | –                     | 191                          | 2421                          |

## Industria
Il polo industriale più importante del Cusio è il distretto dei rubinetti, situato a sud-ovest del lago d'Orta, fra i comuni di Pella, San Maurizio d'Opaglio, Pogno e Gozzano. 
Il Distretto dei rubinetti del Cusio-Valsesia rimane il più grande polo mondiale di trasformazione dell’ottone; copre infatti circa un terzo della produzione nazionale e quasi il 15% delle esportazioni mondiali di rubinetteria e valvolame in ottone e bronzo.

## Trasporti

### Valichi
Nel territorio sono presenti quattro valichi: il primo, in ordine di altitudine, mette in comunicazione il VCO e la Provincia di Novara, i 2 successivi la Provincia di Vercelli sempre con il VCO, l'ultimo Novara e Vercelli.
| Pos. | Valico            | Altitudine    | Ubicazione                  | Collegamento    | Infrastruttura |
| ---- | ----------------- | ------------- | --------------------------- | --------------- | -------------- |
| 1º   | Mottarone         | 1491 m s.l.m. | Armeno/Stresa               | Novara/VCO      | -              |
| 2º   | Passo della Colma | 942 m s.l.m.  | Arola/Civiasco              | VCO/Vercelli    | -              |
| 3º   | Colma di Valpiana | 704 m s.l.m.  | Madonna del Sasso/Valduggia | VCO/Vercelli    | -              |
| 4º   | Cremosina         | 553 m s.l.m.  | Pogno/Valduggia             | Novara/Vercelli | -              |

### Ferrovie

#### In uso
L'unica linea ferroviaria in uso che percorre il Cusio è:
- La linea "Domodossola-Novara" collega l'Ossola e il Cusio, terminando a Novara. È una linea a binario singolo elettrificato, prevalentemente usata per i treni merci porta camion, in viaggio fra Novara e il nord Europa. Le principali stazioni cusiane sono Gravellona Toce, Crusinallo, Omegna, Orta San Giulio e Gozzano.

#### Dismesse
L'unica linea ferroviaria non più in uso che ha percorso il Cusio è stata:
- La linea "Gozzano-Alzo" si estendeva nella sponda occidentale del basso Cusio; è stata attiva fino al 1924.

### Strade
Le principali strade cusiane sono:
- del Sempione (prosecuzione della  Genova Voltri-Gravellona Toce), che porta la classificazione di strada europea : Milano - Gravellona Toce - Domodossola - Confine di Stato di Iselle - Passo del Sempione.
- del Lago Maggiore: Gravellona Toce - Verbania - Cannero Riviera - Cannobio - Confine di Stato di Piaggio Valmara.
- del lago d'Orta: Novara - Borgomanero - Orta San Giulio - Miasino - Pettenasco - Omegna - Casale Corte Cerro - Gravellona Toce.
- SP76 della Cremosina: Pogno - Valduggia - Borgosesia